# 賈勒茨維爾 (馬里蘭州)
賈勒茨維爾（英語：Jarrettsville）是位於美國馬里蘭州哈福德縣的一個普查規定居民點。

## 人口
根據2020年美國人口普查的數據，賈勒茨維爾的面積為22.43平方千米，當中陸地面積為22.37平方千米，而水域面積為0.06平方千米。當地共有人口2888人，而人口密度為每平方千米128.76人。